# Constantino Cabal
Constantino Cabal (Oviedo, 1877 - 1967). Era un escriptor i periodista, però sobretot ha estat un dels principals estudiosos de la cultura i folklore d'Astúries.

## Biografia
Comença el seu treball de periodista a «El Zurriago Social», una publicació de caràcter satíric i irònic dirigida per Maximiliano Arboleya. L'any 1900 entra a treballar en el diari el «El Carbayón», mentre està treballant en aquest diari comença la seva labor literària, i així escriu les seves dues primera obres: Psiquis i Memorias d'un enfermo. El 1905 emigra cap a Cuba i s'instal·la a l'Havana, en aquesta ciutat troba treball en el periòdic: «Diario de la Marina», dirigit per un altre periodista i emigrant asturià Nicolás Rivero, nascut en Villaviciosa. En aquest diari coneix i entaula amistat amb el periodista i poeta gallec Manuel Curros Enríquez, i al morir aquest li donen la seva secció de política espanyola.
Després de cinc anys en l'illa retorna a Espanya com acorresponsal del mateix periòdic. S'instal·la en Madrid seu del govern per a així estar més en contacte amb la classe dirigent i, per tant, amb la política espanyola. En aquesta ciutat coneix i entaula amistat amb el Ramón Menéndez Pidal, gràcies a ell es comença a interessar per la història, i comença a treballar a l'Arxiu Històric Nacional, a la Biblioteca Nacional, a l'arxiu de Simancas, Reial Acadèmia de la Història, El Escorial o a la Catedral d'Oviedo.
L'any 1925 és designat per al lloc de director del diari catòlic «Región» d'Oviedo. Després del pas per aquest diari es trasllada a Palència, ciutat de la qual regressa en 1928 a Oviedo després del seu nomenament de cronista oficial d'Astúries i director de la biblioteca provincial d'Astúries. En aquests llocs continua fins a la seva mort. en l'acompliment d'aquests treballs és on comença a crear la seva vasta obra literària/historiogràfica. Crea durant aquests anys l'I.D.I.A (Institut d'Estudis Asturians), sent membre numerari des de la seva creació fins a la seva mort.

## Obra creativa
- «Psiquis»
- «Memorias d'un enfermo»
- «Cuentos tradicionales asturianos» (1921)
- La triología sobre mitología asturiana:

«Los dioses de la vida» (1925)
«Los dioses de la muerte» (1925)
«El sacerdocio del diablo» (1928)
- «Alfonso II el casto» (1943)Palau del comte de Toreno a Oviedo seu d'IDEA

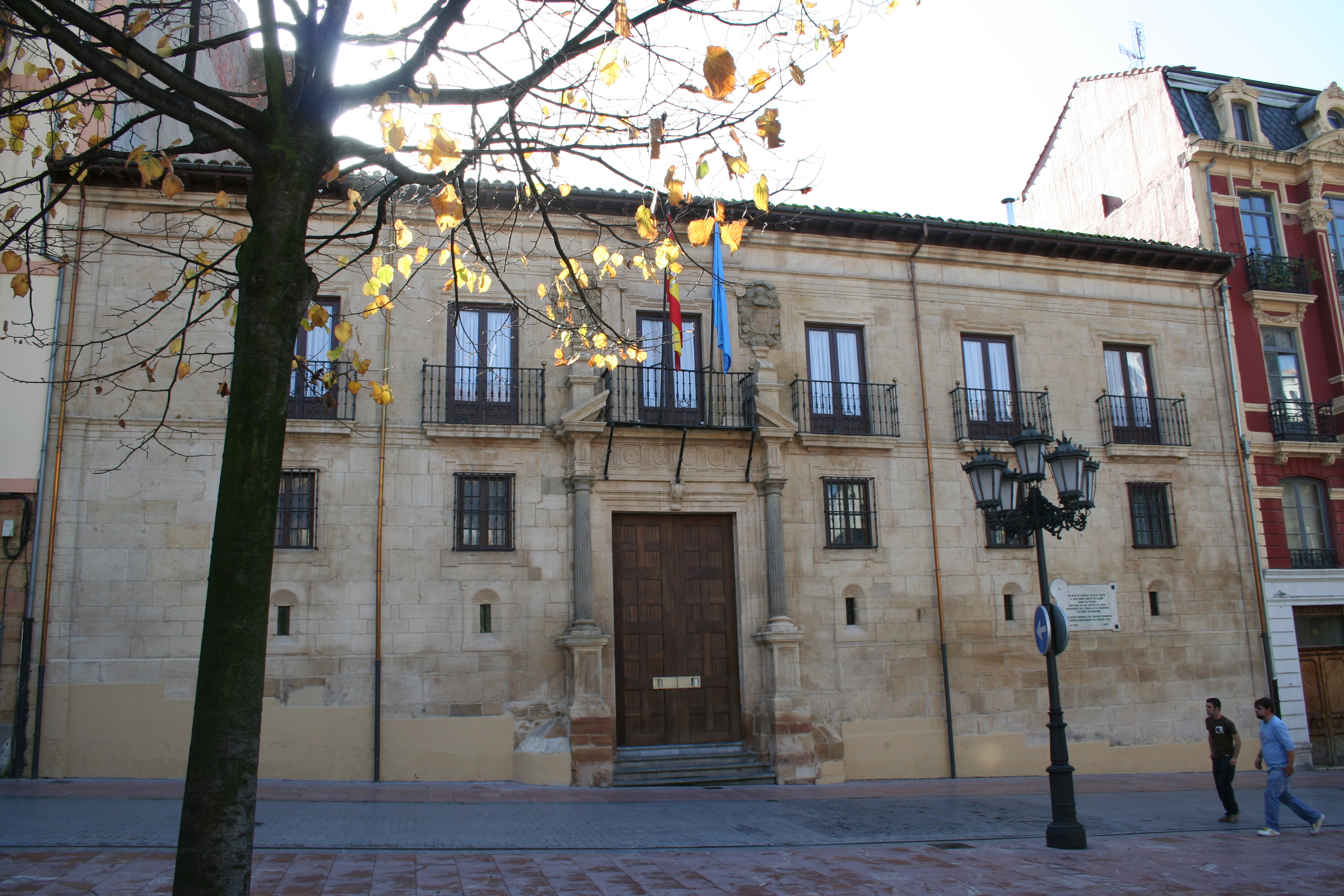
Palau del comte de Toreno a Oviedo seu d'IDEA

- «Contribución al Diccionario folclórico de Asturias» (cinc toms. 1951–1958)
- «La Asturias que venció a Roma» (1953)
- «L'alborá de los malvises(los madrigales del bable)» (1944), en asturià
- «La presa de las Águilas: drama en tres actos y en verso» (1924)
- «Majestad: drama en dos actos y en prosa» (1924)
- «La hora del yunque» (1944)
- «La sementera de sal» (1944)
- «Capitán de romancero» (1949)